# Fodé Camara (ur. 1973)
Fodé Camara (ur. 9 grudnia 1973 w Konakry) – gwinejski piłkarz grający na pozycji napastnika. Trener piłkarski.

## Kariera klubowa
Swoją karierę piłkarską Camara rozpoczął w Belgii, w klubie Sint-Niklase SK. Grał w nim do 1995 roku. W sezonie 1995/1996 grał w KSV Waregem, a w sezonie 1996/1997 - w KV Kortrijk. W sezonie 1997/1998 ponownie był zawodnikiem Waregem, a w sezonie 1998/1999 bronił barw KRC Harelbeke. W 1999 roku wrócił na sezon do KSV Waregem.
W 2000 roku Camara wyjechał do Chin. Grał najpierw przez sezon w Yunnan Hongta, a następnie przez kolejny w Chengdu Wuniu. W latach 2001–2002 był zawodnikiem Kortrijk (podobnie jak w 2006 roku), a w latach 2003-2006 i 2007 indonezyjskiego Pupuk Kaltim Bontang. W latach 2008–2009 grał w Gwinei, w Fello Star Labé. W latach 2010–2012 był zawodnikiem tajskiego Nonthaburi FC, w którym zakończył karierę.

## Kariera reprezentacyjna
W reprezentacji Gwinei Camara zadebiutował w 1992 roku. W 1994 roku był w kadrze Gwinei na Pucharze Narodów Afryki 1994. Na nim był rezerwowym i nie rozegrał żadnego meczu.
W 1998 roku Camara został powołany do kadry Gwinei na Puchar Narodów Afryki 1998. Zagrał na nim w trzech meczach: z Algierią (1:0), z Kamerunem (2:2) i z Burkina Faso (0:1). W kadrze narodowej grał do 2001 roku.